# Laà-Mondrans
Laà-Mondrans è un comune francese di 423 abitanti situato nel dipartimento dei Pirenei Atlantici nella regione della Nuova Aquitania.

## Società

### Evoluzione demografica
Abitanti censiti